# Jules Cowles
Pour les articles homonymes, voir Cowles.
Julius D. Cowles, né le 18 octobre 1877 à Farmington (Connecticut) et mort le 22 mai 1943 à Los Angeles (quartier d'Hollywood, Californie), est un acteur américain, généralement crédité Jules Cowles.

## Biographie

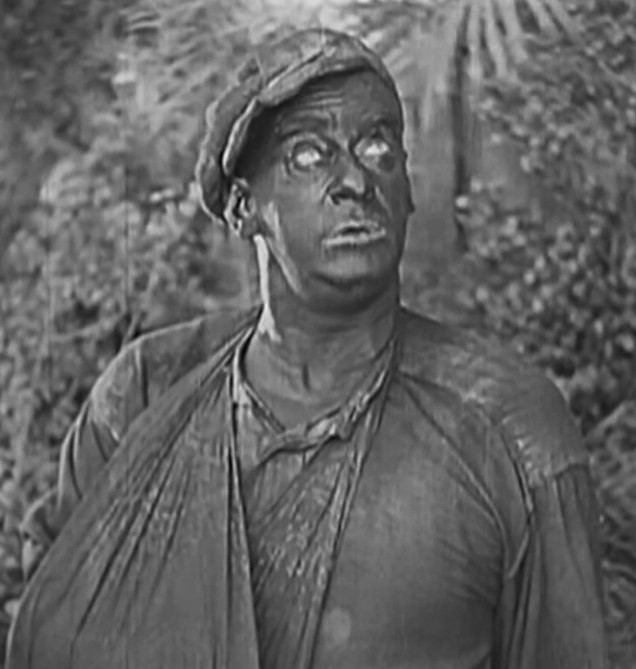
Dans Le Monde perdu (1925)

Acteur de second rôle (parfois non crédité) dès la période du muet, Jules Cowles apparaît pour la première fois au cinéma dans le court métrage The Doctor's Testimony d'Harry Solter (1914, avec Florence Lawrence et Matt Moore). Suivent cent-trente-sept autres films américains (dont des westerns), les quatre derniers sortis en 1943 (ex. : Laurel et Hardy chefs d'îlot d'Edward Sedgwick, avec Laurel et Hardy), année de sa mort, à 65 ans.
Parmi ses films muets notables, citons Le Monde perdu d'Harry O. Hoyt (1925, avec Wallace Beery et Bessie Love), La Lettre écarlate de Victor Sjöström (1926, avec Lillian Gish et Lars Hanson) et Bringing Up Father de Jack Conway (1928, avec Marie Dressler et J. Farrell MacDonald).
Après le passage au parlant, il contribue notamment à Furie de Fritz Lang (1936, avec Sylvia Sidney et Spencer Tracy) et La Femme de l'année de George Stevens (1942, avec Katharine Hepburn et Spencer Tracy). Notons aussi qu'il reprend dans La Lettre écarlate de Robert G. Vignola (remake de 1934, avec Colleen Moore et Hardie Albright) le rôle du bedeau qu'il tenait déjà dans la version muette de 1926 précitée.

## Filmographie partielle

### Période du muet

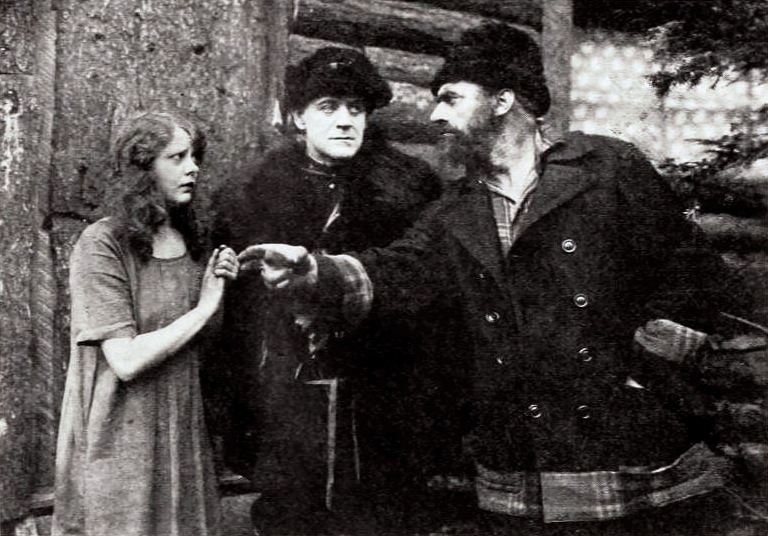
Violet Palmer, Neal Hart et Jules Cowles (de g. à d.), dans Tangled Trails (1921)

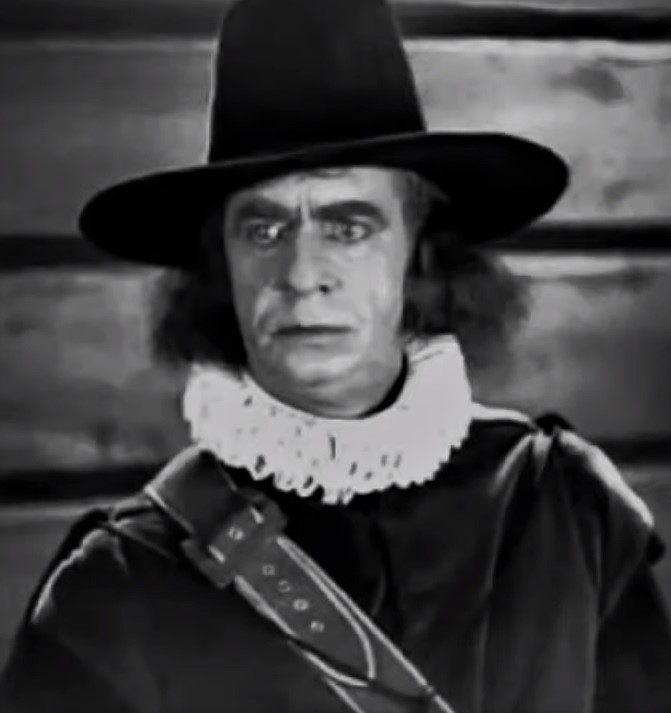
Dans La Lettre écarlate (1926)

- 1914 : The Doctor's Testimony d'Harry Solter (court métrage) : George Dean
- 1915 : L'Abandonnée (Emmy of Stork's Nest) de William Nigh : Hicky Price
- 1916 : Notorious Gallagher (en) de William Nigh : Michael Gallagher
- 1917 : Persuasive Peggy (en) de Charles Brabin : l'ouvrier agricole
- 1917 : The Bar Sinister (en) d'Edgar Lewis : Buck
- 1917 : Les Tares sociales (The Fringe of Society) de Robert Ellis : Nigger Mike
- 1918 : The Service Star (en) de Charles Miller : Jefferson
- 1918 : All Woman (en) d'Hobart Henley : l'ivrogne
- 1918 : To the Highest Bidder (en) de Tom Terriss : Peg Morrison
- 1918 : The Poor Rich Man (en) de Charles Brabin : Hobo
- 1919 : The Cambric Mask (en) de Tom Terriss : Daniel Guernsey
- 1920 : A Fool and His Money (en) de Robert Ellis : Benton
- 1921 : Tangled Trails (en) de Charles Bartlett : Robert Kingston
- 1921 : The Idol of the North (en) de Roy William Neill : One-Eyed Wallace
- 1921 : God's Crucible (en) d'Henry MacRae : le serviteur de Jack French
- 1923 : L'Horrible Méprise (en) (The Ne'er-Do-Well) d'Alfred E. Green : Allen Allan
- 1923 : Lost in a Big City de George Irving : Jasper
- 1924 : Madge l'intrépide (en) (The Love Bandit) de Dell Henderson : Henri Baribeau
- 1924 : High Speed d'Herbert Blaché : le voleur
- 1925 : Le Monde perdu (The Lost World) d'Harry O. Hoyt : Zambo
- 1925 : Les Fiancées en folie (Seven Chances) de Buster Keaton : le serviteur
- 1925 : Lord Jim de victor Fleming : Yankee Joe
- 1926 : Money to Burn de Walter Lang : le géant
- 1926 : La Lettre écarlate (The Scarlet Letter) de Victor Sjöström : le bedeau
- 1927 : La Morsure (The Show) de Tod Browning : un habilleur de Cock Robin
- 1927 : Le Chevalier pirate (The Road to Romance) de John S. Robertson : Smoky Beard
- 1927 : Mockery de Benjamin Christensen : le paysant volant Tatiana
- 1927 : Londres après minuit (London After Midnight) de Tod Browning : Gallagher
- 1928 : La Blonde de Singapour (Sal of Singapore) d'Howard Higgin : le cuisinier
- 1928 : Isle of Lost Men (en) de Duke Worne : le cuisinier
- 1928 : Bringing Up Father de Jack Conway : Dinty Moore, barman
- 1929 : Au-delà du devoir (The Leatherneck) d'Howard Higgin : le cuisinier

### Période du parlant

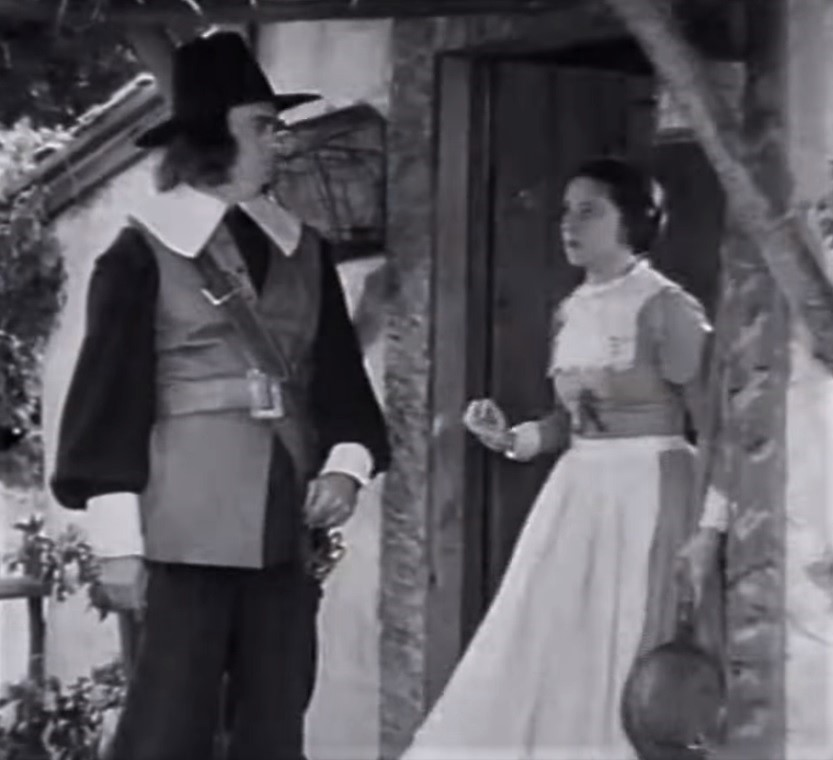
AvecColleen Moore, dans La Lettre écarlate (1934)

- 1929 : His First Command (en) de Gregory La Cava : le caporal Jones
- 1929 : One Hysterical Night (en) de William J. Craft : William Tell
- 1930 : Second Honeymoon de Phil Rosen : Joe, serviteur
- 1931 : Le Havre de la haine (en) (Heaven on Earth) de Russell Mack et Bert Glennon : Buffalo
- 1931 : Sea Devils de Joseph Levering : l'avocat
- 1932 : Renegades of the  West (en) de Casey Robinson : le marshal
- 1933 : Sa femme (No Other Woman) de J. Walter Ruben : un pensionnaire
- 1933 : The Fighting Parson (en) d'Harry L. Fraser : le marshal J.A. Darby
- 1934 : La Lettre écarlate (The Scarlet Letter) de Robert G. Vignola : le bedeau
- 1934 : The Pursuit of Happiness d'Alexander Hall : l'ivrogne
- 1935 : Toute la ville en parle (The Whole Town's Talking) de John Ford : un prisonnier
- 1935 : Mississippi de Wesley Ruggles et A. Edward Sutherland : le barman
- 1935 : Je veux être une lady (Goin' to Town) d'Alexander Hall : un cow-boy
- 1935 : Arizona Rider (en) de Ford Beebe : Lockjaw Nelson, imprimeur
- 1935 : Ville sans loi (Barbary Coast) dHoward Hawks : un pilote dans la baie de San Francisco
- 1936 : Furie (Fury) de Fritz Lang : Frank, geôlier
- 1937 : Mariage double (Double Wedding) de Richard Thorpe : Gus, serveur du Spike's
- 1937 : La Grande Ville (Big City) de Frank Borzage : Carl, portier
- 1937 : Le Dernier Gangster (The Last Gangster) d'Edward Ludwig : un prisonnier d'Alcatraz
- 1938 : Man-Proof de Richard Thorpe : un acheteur de hot-dog
- 1938 : Life in Sometown, U.S.A. de Buster Keaton (court métrage) : un policier au tribunal
- 1938 : Trois Camarades (Three Comrades) de Frank Borzage : le barman
- 1938 : Marie-Antoinette (Marie Antoinette) de W. S. Van Dyke : un citoyen au tribunal
- 1939 : Mon mari conduit l'enquête (Fast and Loose) d'Edwin L. Marin : le patron du casino
- 1940 : Le Gangster de Chicago (The Earl of Chicago) de Richard Thorpe et Victor Saville : un citoyen
- 1941 : La Femme aux deux visages (Two Faced-Woman) de George Cukor : un spectateur de la danse
- 1941 : Barnacle Bill de Richard Thorpe : un paroissien
- 1942 : La Femme de l'année (Woman of the Year) de George Stevens : Joe, barman
- 1943 : Laurel et Hardy chefs d'îlot (Air Raid Wardens) d'Edward Sedgwick : un client chez le barbier